# Élections cantonales de 1992 en Lozère
Les élections cantonales ont eu lieu les 1992 et 29 mars 1992.
Lors de ces élections, 12 des 25 cantons de la Lozère ont été renouvelés. Elles ont vu l'élection de la majorité UDF dirigée par Janine Bardou, présidente du conseil général depuis 1988 et conseillère générale de Chanac.

## Contexte départemental

### Assemblée départementale sortante
| Parti                              | Sigle | Élus |
| ---------------------------------- | ----- | ---- |
| Majorité (20 sièges)               |       |      |
| Union pour la démocratie française | UDF   | 10   |
| Divers droite                      | DVD   | 6    |
| Rassemblement pour la République   | RPR   | 4    |
| Opposition (5 sièges)              |       |      |
| Parti socialiste                   | PS    | 5    |
| Présidente du conseil général      |       |      |
| Janine Bardou (UDF)                |       |      |

## Résultats à l’échelle du département
| Étiquette      | Étiquette                          | Premier tour | Premier tour | Second tour | Second tour | Sièges |
| Étiquette      | Étiquette                          | Voix         | %            | Voix        | %           | Sièges |
| -------------- | ---------------------------------- | ------------ | ------------ | ----------- | ----------- | ------ |
|                | Parti socialiste                   | 2 460        | 14,99        | 1 460       | 30,89       | 0      |
|                | Majorité présidentielle            | 1 679        | 10,23        | 338         | 7,15        | 1      |
|                | Parti communiste français          | 1 087        | 6,62         | 748         | 15,82       | 1      |
|                | Extrême gauche                     | 60           | 0,37         |             |             |        |
| Gauche         | Gauche                             | 5 286        | 32,22        | 2 546       | 53,86       | 2      |
|                |                                    |              |              |             |             |        |
|                | Union pour la démocratie française | 5 294        | 32,26        | 992         | 20,99       | 5      |
|                | Divers droite                      | 4 887        | 29,78        | 1 189       | 25,15       | 5      |
|                | Front national                     | 782          | 4,77         |             |             |        |
| Droite         | Droite                             | 10 963       | 66,81        | 2 181       | 46,14       | 10     |
|                |                                    |              |              |             |             |        |
|                | Les Verts                          | 159          | 0,97         |             |             |        |
|                |                                    |              |              |             |             |        |
| Inscrits       | Inscrits                           | 21 297       | 100,00       | 7 069       | 100,00      |        |
| Abstention     | Abstention                         | 4 137        | 19,43        | 1 811       | 25,62       |        |
| Votants        | Votants                            | 17 160       | 80,57        | 5 258       | 74,38       |        |
| Blancs et nuls | Blancs et nuls                     | 752          | 4,38         | 531         | 10,10       |        |
| Exprimés       | Exprimés                           | 16 408       | 95,62        | 4 727       | 89,90       |        |

### Résultats en nombre de sièges
| Parti | Sièges mis en jeu | Élus | Évolution |
| ----- | ----------------- | ---- | --------- |
| PS    | 3                 | 0    | -3        |
| DVG   | 0                 | 1    | +1        |
| PCF   | 0                 | 1    | +1        |
| DVD   | 3                 | 3    | =         |
| RPR   | 1                 | 2    | +1        |
| UDF   | 5                 | 5    | =         |

### Assemblée départementale à l'issue des élections
| Parti                              | Sigle | Élus |
| ---------------------------------- | ----- | ---- |
| Majorité (21 sièges)               |       |      |
| Union pour la démocratie française | UDF   | 10   |
| Divers droite                      | DVD   | 6    |
| Rassemblement pour la République   | RPR   | 5    |
| Opposition (4 sièges)              |       |      |
| Parti socialiste                   | PS    | 2    |
| Divers gauche                      | DVG   | 1    |
| Parti communiste français          | PCF   | 1    |
| Présidente du conseil général      |       |      |
| Janine Bardou (UDF)                |       |      |

Ces élections confirment la domination de la droite modérée sur le département de la Lozère, le PS est en très grande difficulté, il abandonne trois sièges : celui de Saint-Germain-de-Calberte au profit du PCF, celui Pont-de-Montvert au profit d'un DVG et surtout le Canton de Langogne au profit de l'UDF.
La majorité sortante est reconduite.

## Résultats par canton

### Canton d'Aumont-Aubrac
| Candidats      | Candidats      | Étiquette      | Premier tour | Premier tour |
| Candidats      | Candidats      | Étiquette      | Voix         | %            |
| -------------- | -------------- | -------------- | ------------ | ------------ |
|                | Léon Dalle *   | DVD            | 989          | 70,74        |
|                | Alain Bertrand | PS             | 193          | 13,81        |
|                | Alain Mathiot  | FN             | 148          | 10,59        |
|                | Noëlle Galvier | PCF            | 53           | 3,79         |
|                | Louis Gerbal   | DVD            | 15           | 1,07         |
|                |                |                |              |              |
| Inscrits       | Inscrits       | Inscrits       | 1 820        | 100,00       |
| Abstention     | Abstention     | Abstention     | 314          | 17,25        |
| Votants        | Votants        | Votants        | 1 506        | 82,75        |
| Blancs et nuls | Blancs et nuls | Blancs et nuls | 108          | 7,17         |
| Exprimés       | Exprimés       | Exprimés       | 1 398        | 92,83        |

*sortant

### Canton de Chanac
| Candidats      | Candidats           | Étiquette      | Premier tour | Premier tour |
| Candidats      | Candidats           | Étiquette      | Voix         | %            |
| -------------- | ------------------- | -------------- | ------------ | ------------ |
|                | Janine Bardou*      | UDF            | 832          | 67,48        |
|                | Claude Fournié      | PS             | 209          | 16,95        |
|                | Pierre-Jean Charlet | FN             | 104          | 8,43         |
|                | Ghislaine Vaissade  | PCF            | 88           | 7,14         |
|                |                     |                |              |              |
| Inscrits       | Inscrits            | Inscrits       | 1 629        | 100,00       |
| Abstention     | Abstention          | Abstention     | 301          | 18,48        |
| Votants        | Votants             | Votants        | 1 328        | 81,52        |
| Blancs et nuls | Blancs et nuls      | Blancs et nuls | 95           | 7,15         |
| Exprimés       | Exprimés            | Exprimés       | 1 233        | 92,85        |

*sortant

### Canton de Châteauneuf-de-Randon
| Candidats      | Candidats           | Étiquette      | Premier tour | Premier tour |
| Candidats      | Candidats           | Étiquette      | Voix         | %            |
| -------------- | ------------------- | -------------- | ------------ | ------------ |
|                | Hubert Libourel     | UDF            | 821          | 76,51        |
|                | Jean-Claude Bonicel | PS             | 142          | 13,23        |
|                | Roger Gravil        | FN             | 78           | 7,27         |
|                | Janine Bessière     | PCF            | 32           | 2,98         |
|                |                     |                |              |              |
| Inscrits       | Inscrits            | Inscrits       | 1 453        | 100,00       |
| Abstention     | Abstention          | Abstention     | 320          | 21,89        |
| Votants        | Votants             | Votants        | 1 135        | 78,11        |
| Blancs et nuls | Blancs et nuls      | Blancs et nuls | 62           | 5,46         |
| Exprimés       | Exprimés            | Exprimés       | 1 073        | 94,54        |

*sortant

### Canton de Fournels
| Candidats      | Candidats        | Étiquette      | Premier tour | Premier tour |
| Candidats      | Candidats        | Étiquette      | Voix         | %            |
| -------------- | ---------------- | -------------- | ------------ | ------------ |
|                | Lucien Vidal *   | DVD            | 838          | 81,76        |
|                | Raymond Augouy   | PS             | 96           | 9,37         |
|                | Georges Pardigon | FN             | 68           | 6,63         |
|                | Gérard Boulet    | PCF            | 23           | 2,24         |
|                |                  |                |              |              |
| Inscrits       | Inscrits         | Inscrits       | 1 351        | 100,00       |
| Abstention     | Abstention       | Abstention     | 238          | 19,39        |
| Votants        | Votants          | Votants        | 1 089        | 80,61        |
| Blancs et nuls | Blancs et nuls   | Blancs et nuls | 64           | 5,88         |
| Exprimés       | Exprimés         | Exprimés       | 1 025        | 94,12        |

*sortant

### Canton de Langogne
| Candidats      | Candidats              | Étiquette      | Premier tour | Premier tour |
| Candidats      | Candidats              | Étiquette      | Voix         | %            |
| -------------- | ---------------------- | -------------- | ------------ | ------------ |
|                | Robert Surjous         | UDF            | 1 543        | 52,84        |
|                | Jean-Claude Chazal*    | PS             | 1 222        | 41,85        |
|                | Jean-François Pardigon | FN             | 121          | 4,14         |
|                | Josiane Ribot          | PCF            | 34           | 1,16         |
|                |                        |                |              |              |
| Inscrits       | Inscrits               | Inscrits       | 3 876        | 100,00       |
| Abstention     | Abstention             | Abstention     | 827          | 21,34        |
| Votants        | Votants                | Votants        | 3 049        | 78,66        |
| Blancs et nuls | Blancs et nuls         | Blancs et nuls | 129          | 4,23         |
| Exprimés       | Exprimés               | Exprimés       | 2 920        | 95,77        |

*sortant

### Canton du Malzieu-Ville
| Candidats      | Candidats           | Étiquette      | Premier tour | Premier tour |
| Candidats      | Candidats           | Étiquette      | Voix         | %            |
| -------------- | ------------------- | -------------- | ------------ | ------------ |
|                | Jean-Noël Brugeron* | UDF            | 1236         | 80,05        |
|                | Raymond Fabre       | PS             | 202          | 13,08        |
|                | Madeleine Fondère   | FN             | 75           | 4,86         |
|                | Maurice Tondut      | PCF            | 31           | 2,01         |
|                |                     |                |              |              |
| Inscrits       | Inscrits            | Inscrits       | 1 924        | 100,00       |
| Abstention     | Abstention          | Abstention     | 322          | 16,74        |
| Votants        | Votants             | Votants        | 1 602        | 83,26        |
| Blancs et nuls | Blancs et nuls      | Blancs et nuls | 58           | 3,62         |
| Exprimés       | Exprimés            | Exprimés       | 1 544        | 96,38        |

*sortant

### Canton de Nasbinals
| Candidats      | Candidats         | Étiquette      | Premier tour | Premier tour |
| Candidats      | Candidats         | Étiquette      | Voix         | %            |
| -------------- | ----------------- | -------------- | ------------ | ------------ |
|                | André Aldebert *  | DVD            | 504          | 55,73        |
|                | Bernard Bastide   | RPR            | 331          | 36,82        |
|                | Étienne Andrieu   | PS             | 41           | 4,56         |
|                | Monique Roudil    | FN             | 21           | 2,34         |
|                | Francis Estevenon | PCF            | 5            | 0,56         |
|                |                   |                |              |              |
| Inscrits       | Inscrits          | Inscrits       | 1 129        | 100,00       |
| Abstention     | Abstention        | Abstention     | 197          | 17,45        |
| Votants        | Votants           | Votants        | 932          | 82,55        |
| Blancs et nuls | Blancs et nuls    | Blancs et nuls | 33           | 3,54         |
| Exprimés       | Exprimés          | Exprimés       | 899          | 96,46        |

*sortant

### Canton du Pont-de-Montvert
| Candidats      | Candidats         | Étiquette      | Premier tour | Premier tour | Second tour | Second tour |
| Candidats      | Candidats         | Étiquette      | Voix         | %            | Voix        | %           |
| -------------- | ----------------- | -------------- | ------------ | ------------ | ----------- | ----------- |
|                | André Platon      | DVG            | 311          | 40,03        | 338         | 44,42       |
|                | Étienne Passebois | PS             | 274          | 35,26        | 334         | 43,89       |
|                | Gérard Mersadier  | PCF            | 175          | 22,52        | 89          | 11,70       |
|                | Maurice Kluque    | FN             | 17           | 2,19         |             |             |
|                |                   |                |              |              |             |             |
| Inscrits       | Inscrits          | Inscrits       | 1 038        | 100,00       | 1 038       | 100,00      |
| Abstention     | Abstention        | Abstention     | 226          | 21,77        | 252         | 24,28       |
| Votants        | Votants           | Votants        | 812          | 78,23        | 786         | 75,72       |
| Blancs et nuls | Blancs et nuls    | Blancs et nuls | 35           | 4,31         | 25          | 3,18        |
| Exprimés       | Exprimés          | Exprimés       | 777          | 95,69        | 761         | 96,82       |

### Canton de Saint-Amans
| Candidats      | Candidats           | Étiquette      | Premier tour | Premier tour | Second tour | Second tour |
| Candidats      | Candidats           | Étiquette      | Voix         | %            | Voix        | %           |
| -------------- | ------------------- | -------------- | ------------ | ------------ | ----------- | ----------- |
|                | Francis Saint-Léger | RPR            | 805          | 47,97        | 992         | 100,00      |
|                | Denis Salaville *   | UDF            | 718          | 42,79        | Retrait     | Retrait     |
|                | Yvan Calvet         | PS             | 78           | 4,65         |             |             |
|                | Gérard Codderrens   | FN             | 61           | 3,64         |             |             |
|                | Jacques Beluch      | PCF            | 16           | 0,95         |             |             |
|                |                     |                |              |              |             |             |
| Inscrits       | Inscrits            | Inscrits       | 2 009        | 100,00       | 2 009       | 100,00      |
| Abstention     | Abstention          | Abstention     | 287          | 15,29        | 594         | 29,57       |
| Votants        | Votants             | Votants        | 1 722        | 85,71        | 1 415       | 70,43       |
| Blancs et nuls | Blancs et nuls      | Blancs et nuls | 44           | 2,56         | 422         | 29,89       |
| Exprimés       | Exprimés            | Exprimés       | 1 678        | 97,44        | 992         | 70,11       |

*sortant

### Canton de Sainte-Enimie
| Candidats      | Candidats             | Étiquette      | Premier tour | Premier tour |
| Candidats      | Candidats             | Étiquette      | Voix         | %            |
| -------------- | --------------------- | -------------- | ------------ | ------------ |
|                | Jean-Jacques Delmas * | UDF            | 575          | 71,52        |
|                | Jean-Pierre Pourquier | DVD            | 75           | 9,33         |
|                | Jacques Vacquiers     | PCF            | 71           | 8,83         |
|                | Hélène Santolini      | PS             | 67           | 8,33         |
|                | Pierre-Jean Charlet   | EXD            | 16           | 1,99         |
|                |                       |                |              |              |
| Inscrits       | Inscrits              | Inscrits       | 1 055        | 100,00       |
| Abstention     | Abstention            | Abstention     | 227          | 21,52        |
| Votants        | Votants               | Votants        | 828          | 78,48        |
| Blancs et nuls | Blancs et nuls        | Blancs et nuls | 24           | 2,90         |
| Exprimés       | Exprimés              | Exprimés       | 804          | 97,10        |

*sortant

### Canton de Saint-Germain-de-Calberte
| Candidats      | Candidats         | Étiquette      | Premier tour | Premier tour | Second tour | Second tour |
| Candidats      | Candidats         | Étiquette      | Voix         | %            | Voix        | %           |
| -------------- | ----------------- | -------------- | ------------ | ------------ | ----------- | ----------- |
|                | Robert Aigoin     | PCF            | 535          | 30,06        | 659         | 36,92       |
|                | André Hugon *     | PS             | 518          | 29,10        | 502         | 28,12       |
|                | Philippe Hugon    | PS             | 514          | 28,88        | 624         | 34,96       |
|                | Pierre Peguin     | Les Verts      | 159          | 8,93         |             |             |
|                | Jean-Pierre Itier | FN             | 54           | 3,03         |             |             |
|                |                   |                |              |              |             |             |
| Inscrits       | Inscrits          | Inscrits       | 2 393        | 100,00       | 2 403       | 100,00      |
| Abstention     | Abstention        | Abstention     | 535          | 22,36        | 579         | 24,09       |
| Votants        | Votants           | Votants        | 1 858        | 77,64        | 1 824       | 75,91       |
| Blancs et nuls | Blancs et nuls    | Blancs et nuls | 78           | 4,20         | 39          | 2,14        |
| Exprimés       | Exprimés          | Exprimés       | 1 780        | 95,80        | 1 785       | 97,86       |

*sortant

### Canton de Villefort
| Candidats      | Candidats          | Étiquette      | Premier tour | Premier tour | Second tour | Second tour |
| Candidats      | Candidats          | Étiquette      | Voix         | %            | Voix        | %           |
| -------------- | ------------------ | -------------- | ------------ | ------------ | ----------- | ----------- |
|                | Jean de Lescure    | DVD            | 384          | 30,07        | 696         | 58,54       |
|                | Christian Fournier | DVD            | 375          | 29,37        | 493         | 41,46       |
|                | Jacques Achard     | DVG            | 146          | 11,43        |             |             |
|                | Bernard Sahut      | DVD            | 143          | 11,20        |             |             |
|                | Pierre Galambrun   | PS             | 126          | 9,87         |             |             |
|                | Chantal Chambon    | EXG            | 60           | 4,70         |             |             |
|                | Marguerite David   | PCF            | 24           | 1,88         |             |             |
|                | Bernard Portes     | FN             | 19           | 1,49         |             |             |
|                |                    |                |              |              |             |             |
| Inscrits       | Inscrits           | Inscrits       | 1 620        | 100,00       | 1 619       | 100,00      |
| Abstention     | Abstention         | Abstention     | 321          | 22,36        | 386         | 24,09       |
| Votants        | Votants            | Votants        | 1 299        | 77,64        | 1 233       | 75,91       |
| Blancs et nuls | Blancs et nuls     | Blancs et nuls | 22           | 1,69         | 44          | 3,57        |
| Exprimés       | Exprimés           | Exprimés       | 1 277        | 98,31        | 1 189       | 96,43       |